# فرانسيس إيفيريت
فرانسيس إيفيريت (بالإنجليزية: Francis Everitt)‏ (و. 1934 – م) هو فيزيائي من الولايات المتحدة الأمريكية .

## التعليم
تعلم في إمبريال كوليدج لندن